# 田崎勇三
田崎 勇三（たざき ゆうぞう、1898年（明治31年）7月5日 - 1963年（昭和38年）5月24日）は、日本の医師。医学博士。癌研究会附属病院長。

## 経歴
長崎県出身。1924年（大正13年）東京帝国大学医学部卒。病理学、内科学を専攻し、癌研究会附属病院に入り、内科部長、副院長、院長となる。日本内科学会評議員、日本消化学会理事、日本癌学会理事、会長を歴任した。このほか横綱審議委員、巣鴨学園理事長などを務めた。1963年（昭和38年）に癌で死去した。墓所は多磨霊園。